# Patrekur Jóhannesson
Patrekur Jóhannesson (7. srpnja 1972.), islandski bivši rukometni reprezentativac, danas rukometni trener. Izbornik austrijske reprezentacije na svjetskom prvenstvu 2019. godine. 
Sin je učiteljice i novinarke Margrét Thorlacius i učitelja i trenera Jóhannesa Sæmundssona. Patrekurov brat je povjesničar i današnji predsjednik Islanda Guðnija Thorlaciusa Jóhannessona i sustavskog analitičara Jóhannesa. Sin mu je popularni reper na Islandu, umjetničkog imena Jói Pé.